# Vîșneve, Sumî
Vîșneve (în ucraineană Вишневе) este un sat în comuna Cervone din raionul Sumî, regiunea Sumî, Ucraina.

## Demografie
Componența lingvistică a localității Vîșneve
     Ucraineană (97,26%)
     Rusă (2,74%)
Conform recensământului din 2001, majoritatea populației localității Vîșneve era vorbitoare de ucraineană (97,26%), existând în minoritate și vorbitori de rusă (2,74%).